# Heks (België)
Heks is een deelgemeente van Heers in de Belgische provincie Limburg, het was een zelfstandige gemeente tot aan de gemeentelijke herindeling van 1977.

## Toponymie
De ietwat merkwaardig aandoende plaatsnaam werd voor het eerst vermeld in 1174 als Herxe, en daarna ook Hekes (1379) en Hexe (1379). Vanaf de 16e eeuw werd het gespeld als Hex, en vanaf 1943 werd het Heks. De betekenis is niet duidelijk. Men denkt aan een Keltische riviernaam of aan het Germaanse heg (haag, omheining).

## Geschiedenis

### Vroegste geschiedenis
Bij Heike werden prehistorische overblijfselen gevonden, terwijl in 1933 ook de overblijfselen van een Romeinse villa met een hypocaustum aangetroffen. Ook werden Romeinse dakpannen, scherven en een gouden ring met opschrift felix aangetroffen. In 1825 werd een Merovingisch graf blootgelegd. Ook liepen er oude wegen, van Bilzen naar Borgworm en van Tongeren naar Landen in de omgeving van Heks.

### Middeleeuwen
De parochie van Heks is oud. Ze was oorspronkelijk gewijd aan Sint-Aldegondis en was mogelijk gesticht door de Abdij van Villers, welke het patronaatsrecht en het grootste deel van het tiendrecht bezat. Dit bleef zo tot in 1582, toen de rechten voor het grootste deel aan het Sint-Lambertuskapittel kwamen. 
Op het vlak van heerlijke rechten was Heks een allodium van de Graven van Loon. Agnes van Metz, weduwe van Graaf Lodewijk I van Loon, schonk in 1174 de inkomsten van dit allodium aan de Johannieterorde, welke te Graethem een hospitaal had gesticht. De heerlijke rechten werden geschonken aan de Abdij van Villers onder voorwaarde dat de monniken uit deze abdij het hospitaal zouden bedienen. In 1282 stichtten zij te Heks de hoeve Monnikenhof.

### Vroegmoderne tijd
In 1585 gingen de heerlijke rechten over aan het Sint-Lambertuskapittel te Luik. Omstreeks 1760 werd de heerlijkheid geschonken aan kanunnik Franciscus Karel van Velbrück, die in 1772 Prins-bisschop van Luik werd. Hij liet het huidige Kasteel van Heks bouwen als jachtpaviljoen. Door aankoop en ruil werd zijn jachtgebied nog sterk uitgebreid.
Heks werd in 1606 door muitende prinsgezinde troepen, de muiters van Terheijden, bezet. In 1616 kwamen er zowel Spaansgezinde als Staatsgezinde troepen, in 1635 en 1648 ging het om Kroatische troepen (Jan van Werth) en Franse troepen en in 1651 door Lotharingse soldaten. In 1676 volgden plunderingen zowel door Staatsgezinde als Franse troepen. In 1678 en 1679 moest het dorp Franse soldaten inkwartieren, en in 1693 plunderden opnieuw Franse troepen het dorp en de kerk. In 1694 braken Franse troepen 22 huizen af om het hout als brandhout te gebruiken, en de bevolking zocht veiligheid op het Monnikenhof dat als schans fungeerde. De oogst werd echter geroofd. Zulks geschiedde eveneens in 1703, nu door Franse troepen, terwijl ook Staatse troepen in de buurt hun kampement hadden.
Dit alles leidde ook tot uitbraak van epidemieën, met name in 1617, 1630, 1636, 1676, 1693, en 1694. Het betrof vooral dysenterie.

### 19e eeuw tot heden
In 1803 werd de parochie Heks opgeheven en ging onderdeel van de parochie van Vechmaal uitmaken, on in 1840 weer een zelfstandige parochie te worden.
In 1970 vond er een gemeentelijke herindeling plaats waarbij Heks, Horpmaal en Vechmaal samensmolten tot een nieuwe fusiegemeente, dewelke de naam Heks behield en zo'n 1700 inwoners telde. Reeds op 1 januari 1977 werd deze gemeente opgeheven door de creatie van de huidige fusiegemeente Heers.

## Demografische ontwikkeling
Onderstaande grafiek geef de demografische ontwikkeling van de deelgemeente Heks weer tussen 1831 en 1961.
- Bronnen:NIS, Opm:1831 tot en met 1961=volkstellingen

## Bezienswaardigheden
- Het Kasteel van Heks
- De Onze-Lieve-Vrouw Tenhemelopnemingskerk
- De Hoeve Monnikenhof, uit de 16e eeuw, tot 1582 eigendom van de abdij van Villers
- De Watermolen van Heks
- Voormalig klooster en school van de Zusters van Sint-Vincentius, uit 1903.

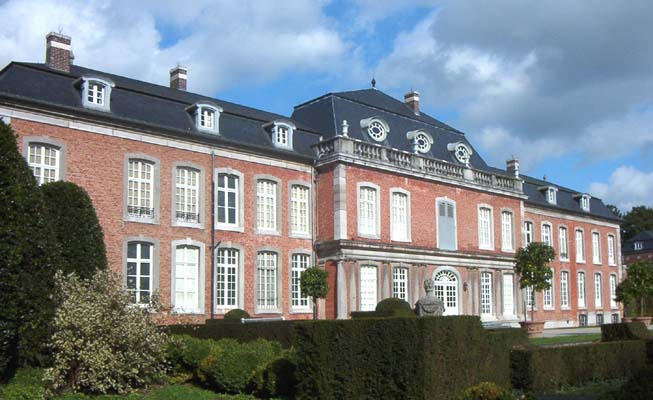
Kasteel van Heks
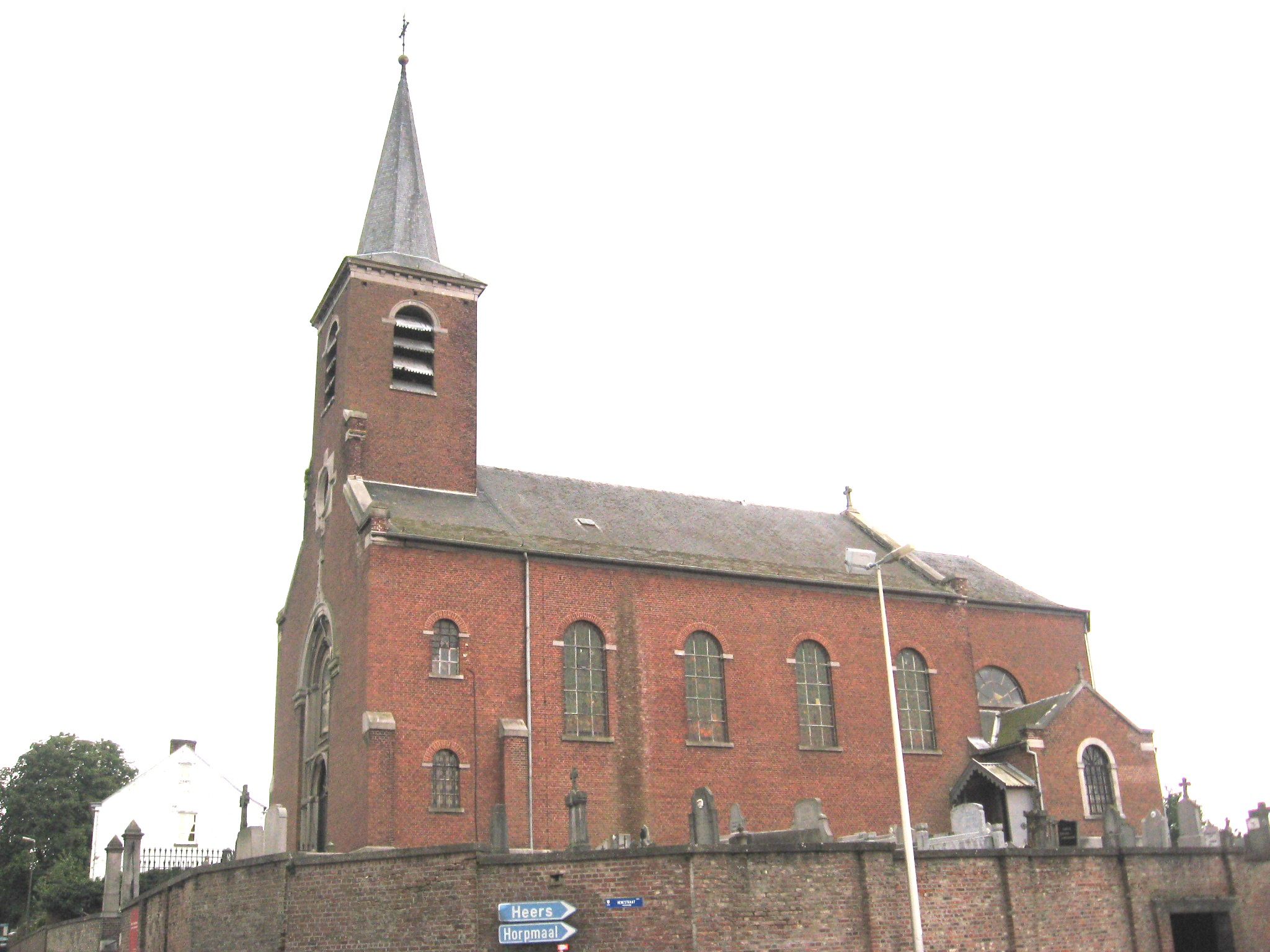
De dorpskerk
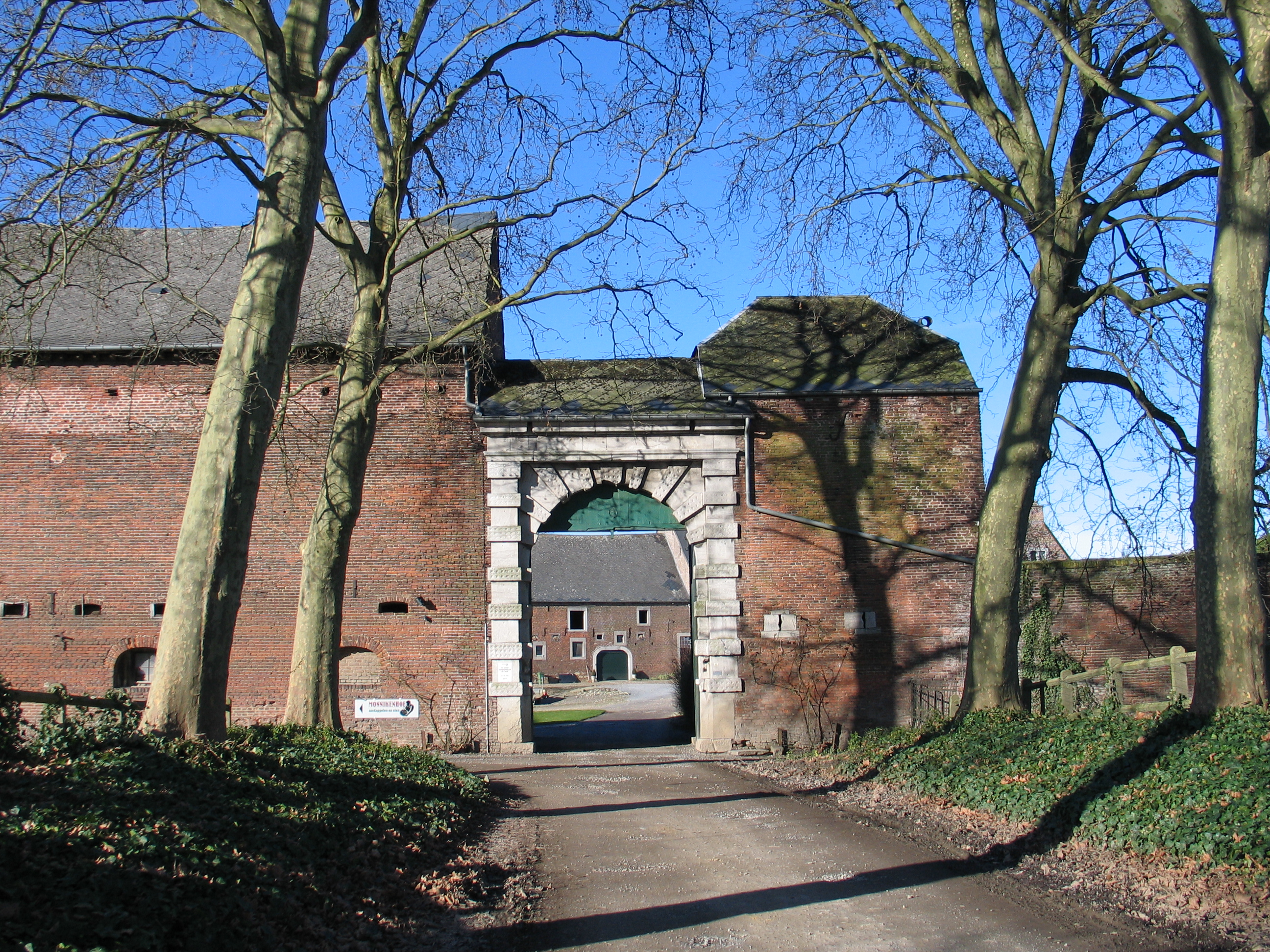
Hoeve Monnikenhof
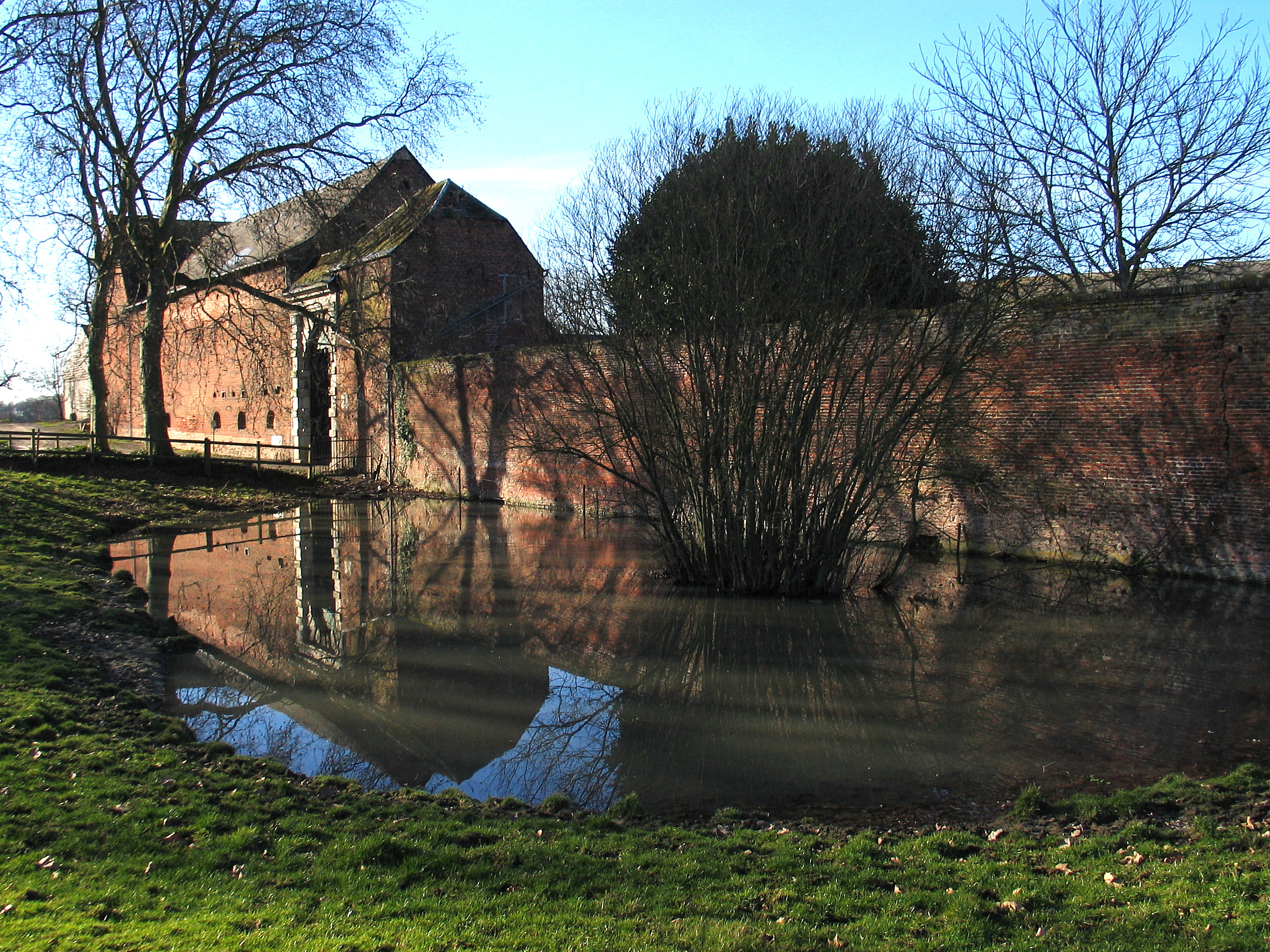

## Natuur en landschap
Heks ligt in Droog-Haspengouw. De hoogste punten zijn de beboste Zalenberg (120 meter) en het Magneebos (115 meter). De vallei van de Herkebeek daalt in het noordwesten tot 65 meter hoogte. De bronnen van de Herkebeek liggen bij Heks en bij het nabijgelegen Sint-Pieters-Heurne.
In de omgeving van Heks vindt men twee belangrijke boscomplexen, namelijk:
- Manshovenbos en Magneebos
- Kasteeldomein van Hex, met de Zalenberg

Beide bossen behoorden vroeger tot een groter, aaneengesloten bosgebied, dat tot het kasteel van Heks behoorde.
Landschappelijk is de omgeving van Heks bijzonder waardevol, er is weinig verstoring door bebouwing, het betreft een kleinschalig landschap dat doorsneden wordt door holle wegen.

## Nabijgelegen kernen
Vechmaal, Horpmaal, Bommershoven, Broekom

## Bekende inwoners
- Lod. Lavki (Ludovic Van Winkel), jeugdschrijver, geboren in Heks in 1893
- Remo Martini, assemblagekunstenaar, geboren in Heks in 1917
- Rick de Leeuw, Nederlandse zanger en schrijver, woont sinds 2016 in Heks